# Пловка
Пловке или праве патке (лат. Anas) чине род птица у оквиру породице пловки (лат. Anatidae) и реда гушчарица (Anseriformes) и групе Lamellirostres, које су попут других врста из свог реда прилагођене за пливање и роњење у води у којој се и хране.

## Опште карактеристике
Тело им је обрасло густим перјем које се редовно подмазује секретом добро развијених тртичних жлезда што га чини непромочивим. Кљун им је широк са попречно нарезаним ивицама како би лакше хватале љигави плен у води. Ноге су им кратке са широким пловним кожицама. Мужјаци имају копулаторни орган.

## Врсте

### Најпознатије врсте
Неке од познатијих врста су:
| српски                   | латински |
| ------------------------ | -------- |
| дивља пловка или глувара |          |
| домаћа патка             |          |
| гроготовац               |          |
| крџа, кржуља             |          |
| шиљкан                   |          |
| патка кашикара           |          |
| звиждарка                |          |
| чегртуша                 |          |

Наведене врсте се редовно виђају, па и гнезде на подручју Балкана.

### Класификација
Роду пловке или праве патке (лат. Anas) припадају следеће врсте:
- Подрод Chaulelasmus
  - Чегртуша, (Anas strepera)

- Подрод Eunetta
  - Српаста патка, (Anas falcata)

- Подрод Dafila
  - Шиљкан, (Anas acuta)
  - Итонов шиљкан, (Anas eatoni)
  - Жутокљуни шиљкан, (Anas georgica)
  - Белообрази шиљкан, (Anas bahamensis)
  - Црвенокљуна патка, (Anas erythrorhyncha)
  - Капска кржуља, (Anas capensis)

- Подрод Nettion
  - Индијскоокеанска клада
    - Мадагаскарска крџа, (Anas bernieri)
    - Маскаренска крџа, (Anas theodori) — (врста је изумрла крајем 1690-их)
    - Сундска крџа, (Anas gibberifrons)
    - Андаманска крџа, (Anas albogularis)
    - Сива крџа, (Anas gracilis)
    - Кестењаста крџа, (Anas castanea)

  - Атлантска клада
    - Крџа, (Anas crecca)
    - Зеленокрила крџа, (Anas carolinensis)
    - Жутокљуна крџа, (Anas flavirostris)
    - Андска крџа, (Anas andinum)

  - Новозеландска клада
    - Окландска крџа, (Anas aucklandica)
    - Новозеландска крџа, (Anas chlorotis)
    - Кембелова крџа, (Anas nesiotis)

- Подрод Melananas
  - Афричка црна патка, (Anas sparsa)

- Подрод Anas
  - Базалне афричке врсте („Afranas”)
    - Мелерова патка, (Anas melleri)
    - Златокљуна патка, (Anas undulata)

  - Америчка клада
    - Шарена патка, (Anas fulvigula)
    - Америчка црна патка, (Anas rubripes)
    - Мексичка патка, (Anas diazi)

  - Пацифичка клада
    - Маријанска глувара, (Anas (platyrhynchos) oustaleti) — (врста је изумрла 1981)
    - Хавајска патка, (Anas wyvilliana)
    - Филипинска патка, (Anas luzonica)
    - Лајсанска патка, (Anas laysanensis)
    - Пацифичка црна патка, (Anas superciliosa)

  - Несигуран положај
    - Дивља патка или глувара, (Anas platyrhynchos)
    - Домаћа патка, (Anas domesticus)
    - Тачкастокљуна патка, (Anas poecilorhyncha)

- Вероватни род Sibirionetta
  - Шареноглава патка, (Anas formosa)

- Вероватни род Querquedula
  - Гроготовац, (Anas querquedula)

- Вероватни род Punanetta
  - Сребрна крџа, (Anas versicolor)
  - Пунска крџа, (Anas puna)
  - Хотентотска патка, (Anas hottentota)

- Вероватни род Spatula
  - Плавокрила крџа, (Anas discors)
  - Циметаста крџа, (Anas cyanoptera)
  - Риђа кашикара, (Anas platalea)
  - Капска кашикара, (Anas smithii)
  - Аустралазијска кашикара, (Anas rhynchotis)
  - Пловка кашикара, (Anas clypeata)

- Могући род Mareca
  - Звиждара, (Anas penelope)
  - Амстердамска патка, (Anas marecula) — (врста је изумрла 1800)[3]
  - Америчка звиждара, (Anas americana)
  - Јужна звиждара, (Anas sibilatrix)

### Врсте које су у прошлости сврставане у род
- Врсте које су у прошлости сврставане у род Anas:
  - Бронзанокрила патка, (Speculanas specularis)
  - Јужноамеричка ћубаста патка, (Lophonetta specularioides)
  - Салвадоријева крџа, (Salvadorina waigiuensis)

## Галерија
- Шиљкан (Anas acuta)
- Чегртуша (Anas strepera)
- Шиљкан (Anas acuta) зимује на реци Љубљаници.